# Le Visiteur inattendu
Pour les articles homonymes, voir Le Visiteur inattendu (homonymie).
Le Visiteur inattendu (The Unexpected Guest) est une pièce de théâtre policière originale d'Agatha Christie parue en 1958.

## Historique de la pièce
En 1958, poussée par son producteur Peter Saunders, Agatha Christie écrit la pièce originale Le Visiteur inattendu en quatre semaines seulement.
Après une semaine d'essai au Bristol Hippodrome (en), la première a lieu le 12 août 1958 au Duchess Theatre (en) de Londres sous la direction d'Hubert Gregg (en). La pièce est un succès critique si bien que la reine Élisabeth II assiste à une représentation de février 1959. Ce soir-là, l'acteur incarnant Jan Warwick tomba malade et dut être remplacé.
La pièce est un succès critique et commercial avec 604 représentations, ce qui s'avère être un soulagement pour Agatha Christie après l'échec de sa précédente pièce Verdict.

## Argument
Par une nuit de brouillard , Michael Starkwedder  se perd sur une route galloise et se rend dans un manoir voisin pour appeler à l'aide, mais là, il découvre qu'un meurtre vient d'être commis. La meurtrière, épouse du défunt, a avoué. Cependant, quelque chose trouble Starkwedder, et les faits semblent évidents... trop évidents, alors au lieu d'appeler la police, il commence à enquêter par lui-même dans une maison où tout le monde est suspect, et où tout le monde avait un motif pour assassiner le maître du manoir, un homme cruel et impitoyable.

## Scènes
L'action se déroule dans le bureau de Richard Warwick, en Galles du Sud près du canal de Bristol.
Acte I
- Scène 1 : Vers 23h30, un soir de novembre.
- Scène 2 : Le lendemain matin vers 11h00.

Acte II
- L'après-midi.

## Distribution
Distribution originale de 1958 :
Mise en scèneHubert Gregg (en)
Comédiens
- Philip Newman : Richard Warwick
- Renée Asherson : Laura Warwick
- Nigel Stock : Michael Starkwedder
- Winifred Oughton : Miss Bennett
- Christopher Sandford : Jan Warwick
- Violet Farebrother : Mrs Warwick
- Paul Curran : Henry Angell
- Tenniel Evans : Sergent Cadwallader
- Michael Golden (acteur) (en): Inspecteur Thomas
- Roy Purcell : Julian Farrar

## Adaptations
- 1969 : Un ami… imprévu, pièce de théâtre de Robert Thomas
- 1973 : Dhund, film indien en hindi de Baldev Raj Chopra ;
- 1980 : L'ospite inatteso un téléfilm italien réalisé par Daniele D'Anza, diffusé en 1980 en Italie.
- 1981 : The Unexpected Guest, pièce radiophonique de Gordon House diffusé le 30 mai 1981 sur la BBC ;
- 1988 : Tarka, film indien en kannada de Sunil Kumar Desai ;
- 1999 : Le Visiteur inattendu, roman adapté de la pièce par Charles Osborne